# René de Boer
René de Boer (Groningen, 14 maart 1945) is een Nederlandse beeldhouwer.

## Leven en werk
De Groningse beeldend kunstenaar De Boer studeerde van 1963 tot 1967 beeldhouwkunst aan de Academie Minerva in Groningen. Hij is als ruimtelijk vormgever gevestigd in Usquert. Bij zijn beelden maakte hij aanvankelijk gebruik van de materialen steen, brons en messing, later vooral van cortenstaal.
In 1980 nam De Boer met drie van zijn werken deel aan de tentoonstelling Groningen Monumentaal in het Rosarium in Winschoten.

## Werken (selectie)
- Dubbelsculptuur - P.C. Hooftlaan in Winschoten (2011)
- Sculptuur - Campus Winschoten (2011)
- Beelden langs de Tjonger - Hoornsterzwaag (2008)
- Poort Kaap Noord - Eemsmond (2003)
- Het oor - Hoogeveen (2002)
- Wending - Zuidlaren (2001)
- Werkmanpoort - Hooghalen (2000)
- Boemerang - Beilen (1996)
- Hoornen - Ceresdorp (1990)
- Poort - Wagenborgen (1986)
- Kringloop (8-delig) - Groningen (tentoonstelling: Zomerbeelden/GKK/1984)
- Zwaluwstaart - Groningen (1984)
- Regenboog - Winschoten (1980) (prijswinnaar "Groningen Monumentaal" 1980)
- Wuivend riet (4-delig) - (1977) - kinetisch object in Groningen
- Sneeuwwitje en de zeven dwergen - beton (1972)
- Monument voor de laatste drie bloemetjes - brons (1972)
- Geboorte - steen (1971)

## Fotogalerij

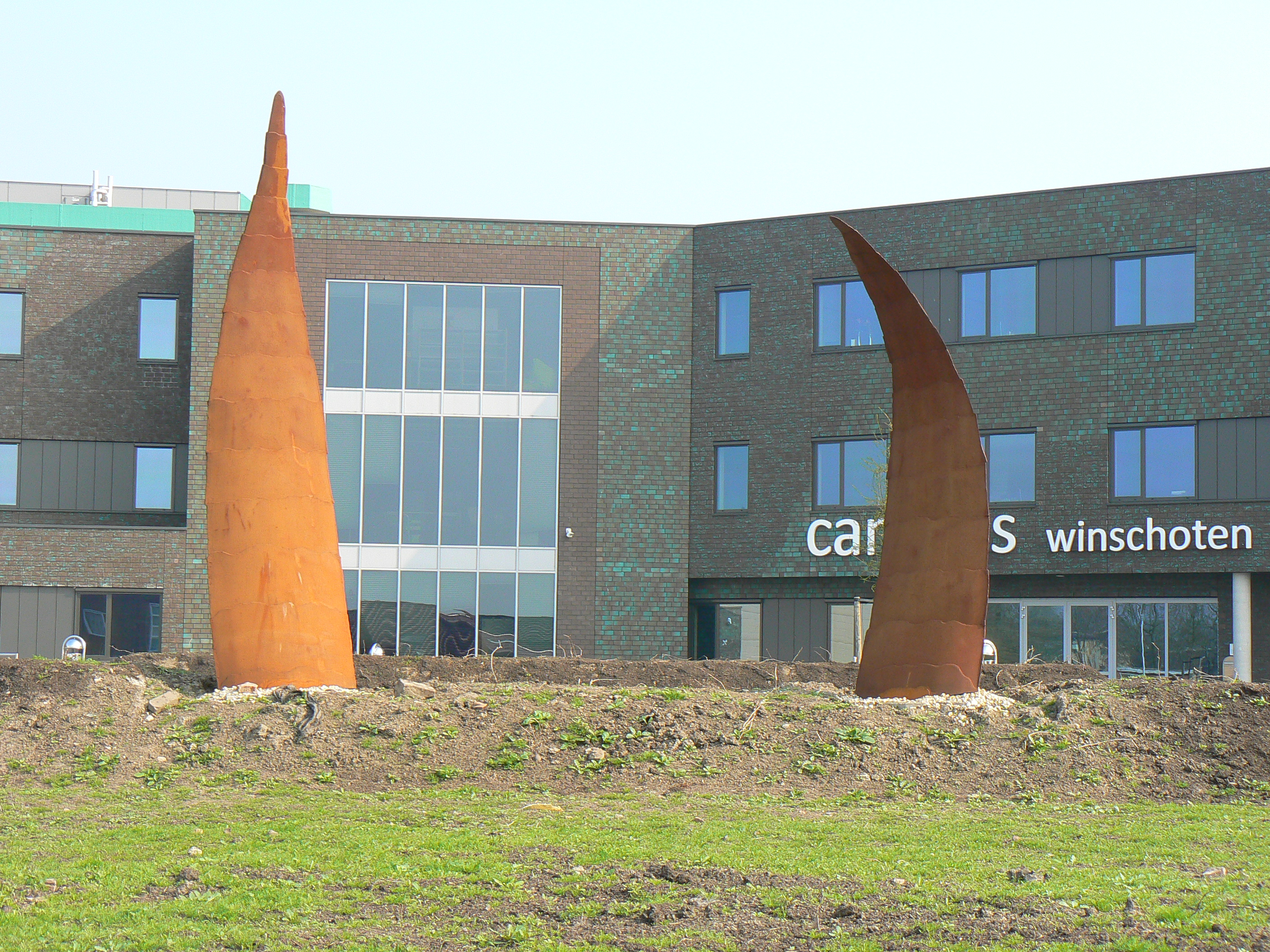
Dubbelsculptuur (2011), Winschoten
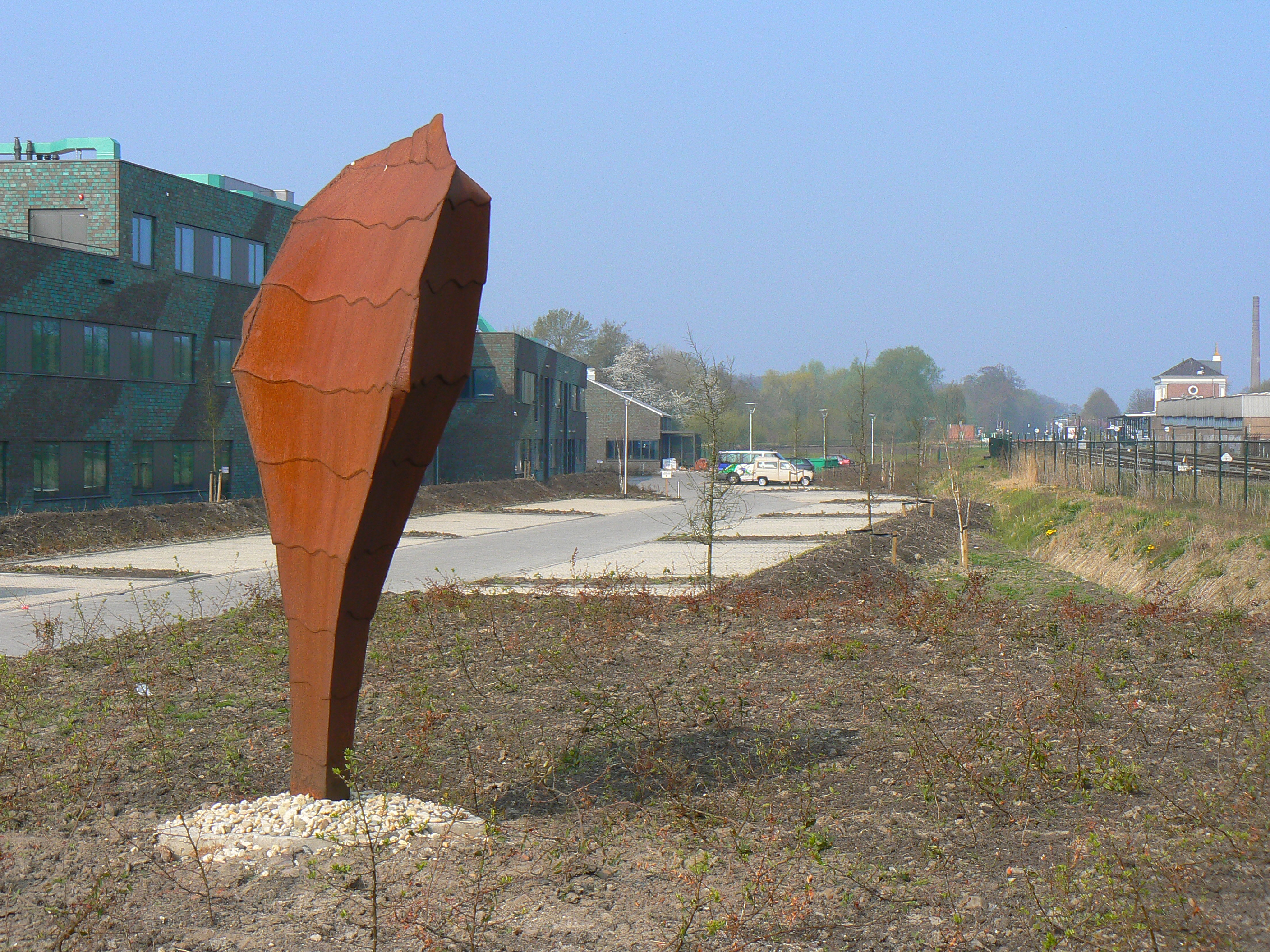
Sculptuur (2011), Winschoten
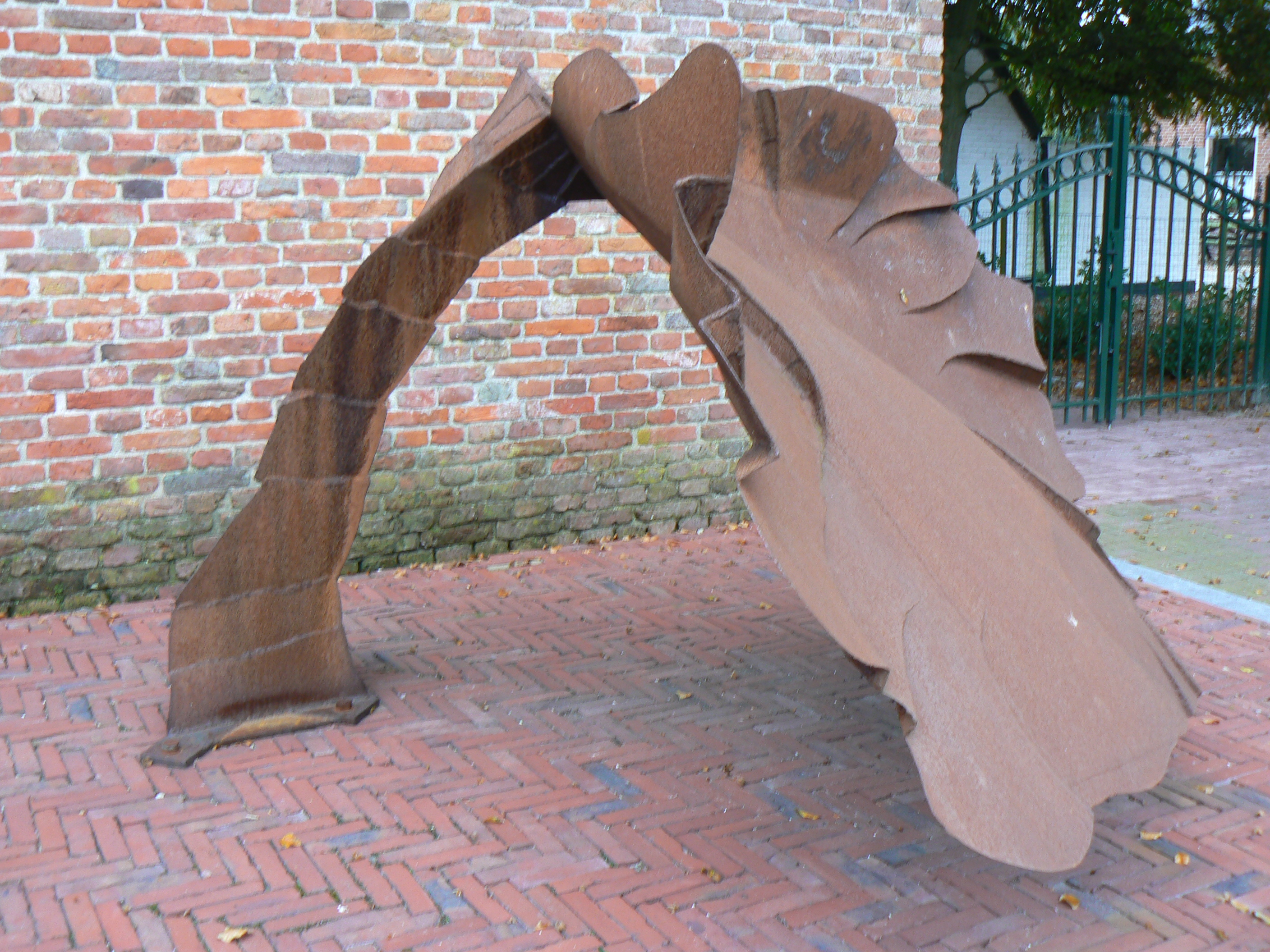
Monument 1940-1945 Blad (2002) in Meeden
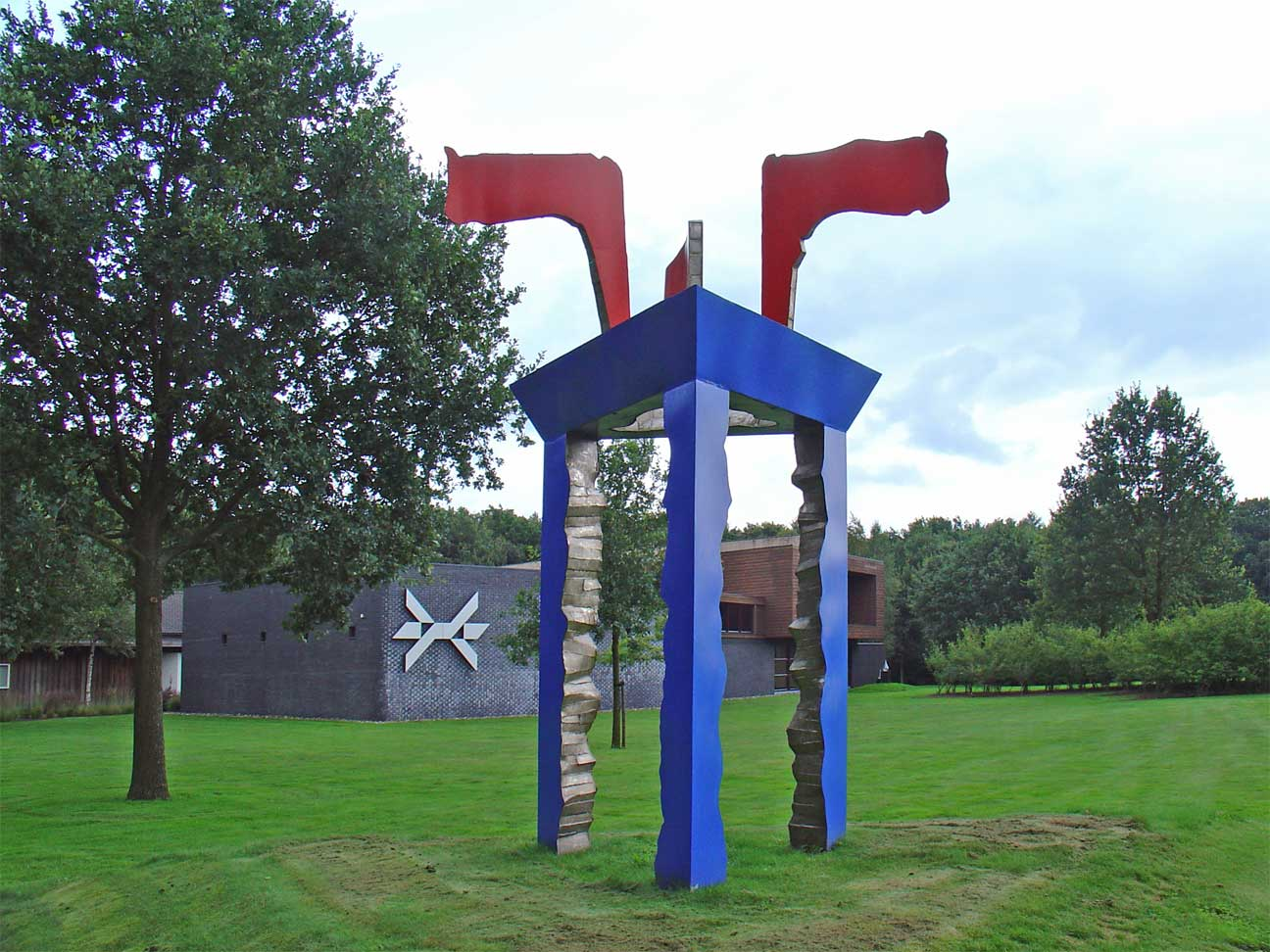
Werkmanpoort (2000) bij het Herinneringscentrum Kamp Westerbork
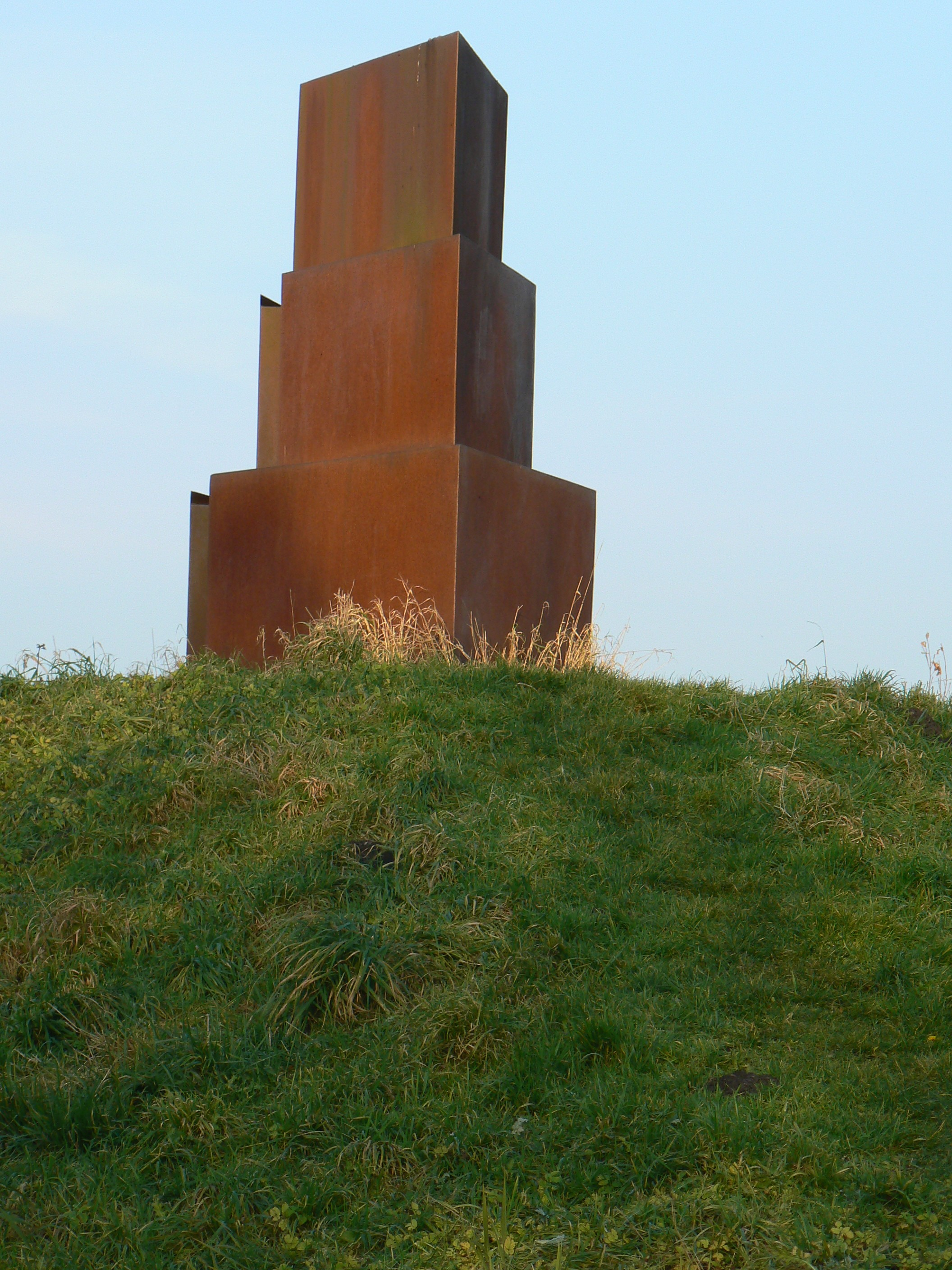
Poort (1986) in Wagenborgen
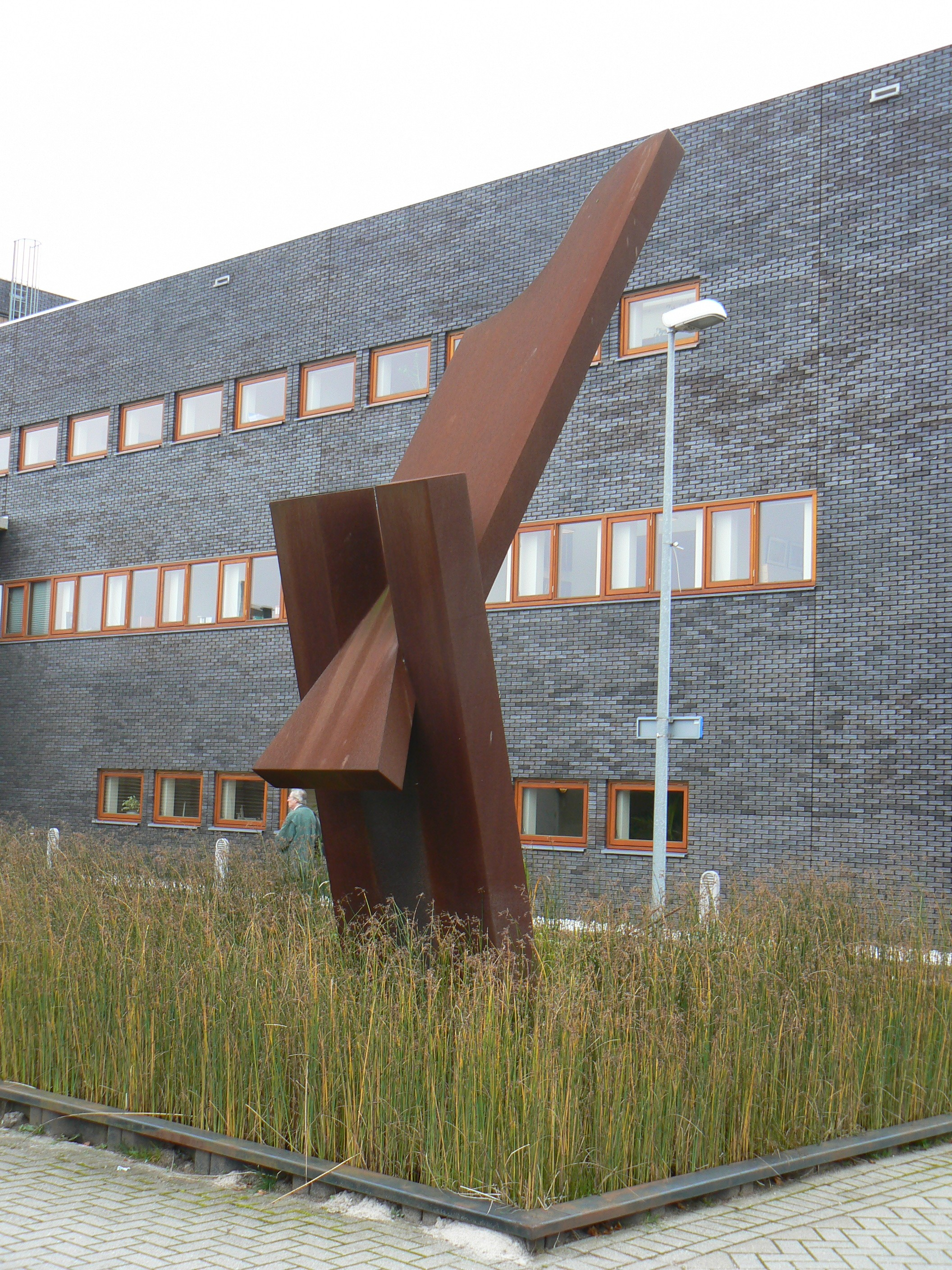
Zwaluwstaart (1984) in Groningen
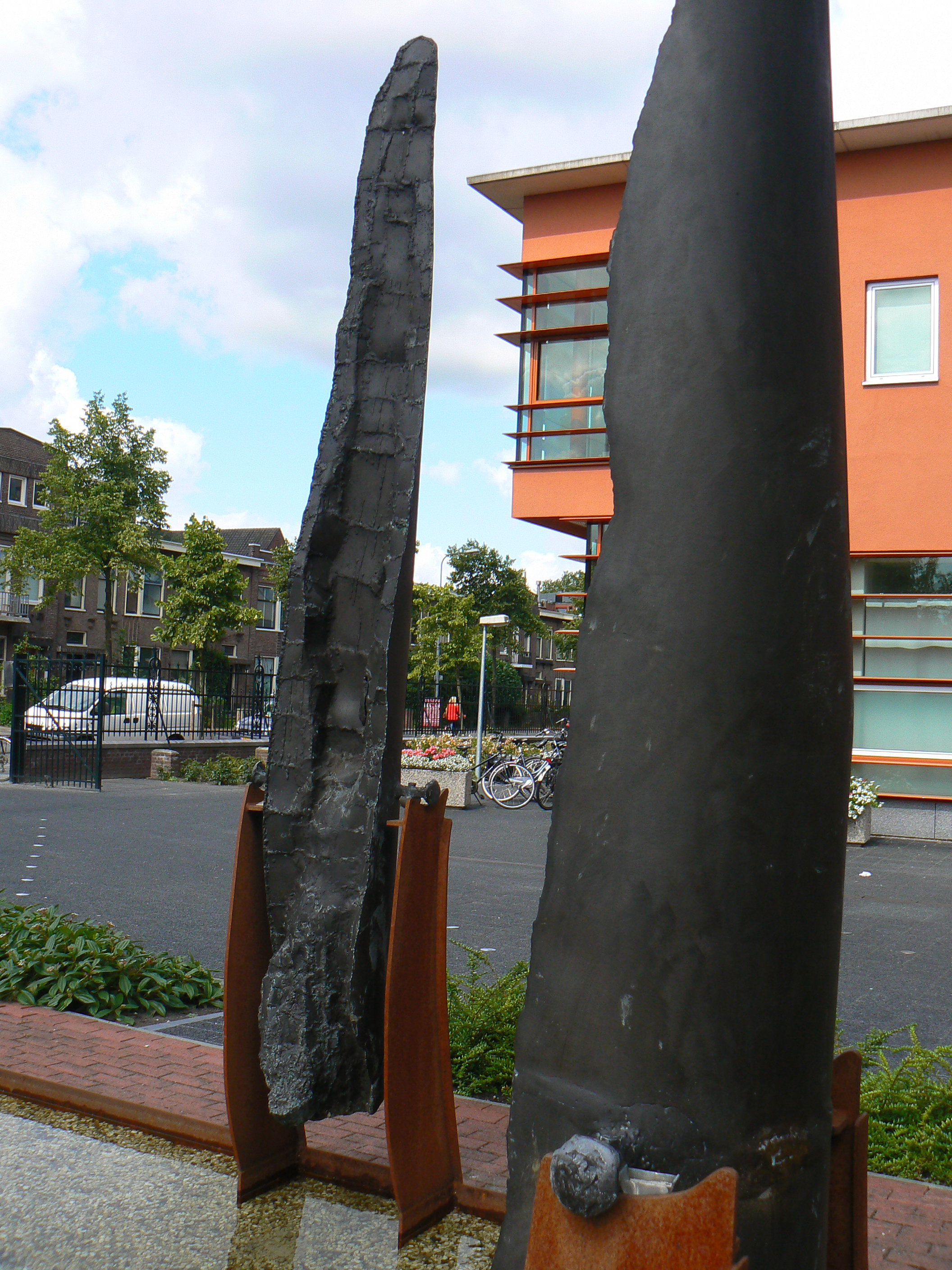
Wuivend riet (1977) in Groningen